# Лесьна-Яня
Лесьна-Яня (пол. Leśna Jania, нім. Waldjahn) — село в Польщі, у гміні Сментово-Ґранічне Староґардського повіту Поморського воєводства.
Населення — 377 осіб (2011).
У 1975-1998 роках село належало до Гданського воєводства.

## Демографія
Демографічна структура станом на 31 березня 2011 року:
|          | Загалом | Допрацездатний вік | Працездатний вік | Постпрацездатний вік |
| -------- | ------- | ------------------ | ---------------- | -------------------- |
| Чоловіки | 183     | 33                 | 129              | 21                   |
| Жінки    | 194     | 46                 | 107              | 41                   |
| Разом    | 377     | 79                 | 236              | 62                   |